# Devin Harris
Devin Lamar Harris (Milwaukee, 27 febbraio 1983) è un ex cestista statunitense, professionista in NBA.

## Carriera

### Dallas Mavericks (2004-2008)
Uscito dall'Università del Wisconsin, venne scelto al Draft NBA 2004 dai Washington Wizards, ma venne subito girato ai Dallas Mavericks assieme a Christian Laettner, e a Jerry Stackhouse in cambio di Antawn Jamison. Le regole NBA impedivano alle squadre di cedere scelte al draft per due anni consecutivi, così l'affare venne ritardato, fino a quando i Wizards non hanno selezionato Harris, cedendolo ai Mavericks per completare l'affare. Il progetto dei Mavs era quello di affiancarlo al playmaker All-Star, Steve Nash, ma Nash lasciò la squadra da free agent, venendo poi ingaggiato dai Phoenix Suns.
Nella prima stagione realizzò una media di 5,7 punti e 2,2 assist a partita. Si classificò secondo nelle palle rubate in 48 minuti con 3,15, e nel novembre 2004 vinse il Rookie of the Month.
Nella stagione 2005-06 dimostrò un sensibile miglioramento, soprattutto dal punto di vista del punteggio. Il suo minutaggio di conseguenza aumentò, venendogli accordate, da parte di Jeson Terry, maggiori responsabilità nella gestione della palla. La sua abilità principale era la velocità, abilità che gli consentì di venire paragonato ad altre celebri guardie, come il suo amico Dwyane Wade dei Miami Heat e a Leandro Barbosa dei Phoenix Suns. Chiuse la stagione con una media di 9,9 punti e 3,2 assist, migliorando sensibilmente, sia il tiro in sospensione, che la capacità di superare la difesa ed andare a canestro. Sfortunatamente subisce un infortunio verso metà stagione, infortunio che lo costrinse a saltare il resto della stagione regolare. Tornerà solo ai play-off, durante i quali ricopre un ruolo importante nello sconfiggere i grandi rivali dei Mavs, i San Antonio Spurs. Nella storia recente gli Spurs avevano sempre sconfitto i Mavs ai play-off, vincendo per 4-2 i play-off 2003 e per 4-1 i play-off 2001. Harris e i Mavs giungono fino alle NBA Finals 2006 ma vengono sconfitti per 4-2 dai Miami Heat, nonostante gli stessi Mavs fossero andati in vantaggio per 2-0.
Ma nella stagione 2006-07 Avery Johnson, l'allenatore di Dallas, lo promuove a playmaker titolare costringendo alla panchina Jason Terry. Con 10,2 punti, 2,5 assist e 3,7 rimbalzi di media, consente ai Mavs a vincere ben 67 partite nel corso della stagione regolare, per poi essere sconfitti ai play-off dai Golden State Warriors, stagione che li vide piazzarsi all'ottavo posto. L'anno successivo le cifre di Harris ancora miglioraroni, ma, nel febbraio 2008, assieme a Maurice Ager, Trenton Hassell, Keith Van Horn, DeSagana Diop, venne scambiato, per 3 milioni di dollari e due prime scelte, con i New Jersey Nets in cambio di Jason Kidd, Malik Allen e Antoine Wright.

### New Jersey Nets (2008-2011)
Al suo debutto con la maglia dei Nets, Harris segnò 21 punti e 5 assist in poco meno di 21 minuti. Verso la fine della partita veniva acclamato dal pubblico dal grido, "Dev-in Harris! Dev-in Harris ! ". I primi 5.000 spettatori hanno poi ricevuto la sua maglietta nel corso della successiva partita casalinga contro i San Antonio Spurs. Dopo che i Nets persero i play-off per la prima volta in sette anni, affermò di non essere contento delle sue prestazioni nell'ultima parte della stagione, e di voler lavorare durante l'estate, soprattutto sulla sua assertività in attacco.
Nonostante l'ambiente fosse diverso, Devin si abitua subito ai New Jersey, così la stagione 2008-09 fu la migliore della sua breve carriera. Il 7 novembre 2008, al debutto stagionale con i Detroit Pistons, realizza infatti un career-high di 38 punti contro l'All-Star Allen Iverson. Si migliora ulteriormente il 30 novembre 2008 con 47 punti, segnandone 21, sia nella prima metà di gara, che nel quarto contro i Phoenix Suns, nella prima vittoria dei Nets con i Suns fin dal 1993. Il 19 dicembre 2008 nella prima partita dei Mavs all'Izod Center dei Nets dalla sua cessione, mette a segno una strepitosa prestazione con 41 punti e un season-high di 13 assist, mentre il giocatore per cui essenzialmente era stato scambiato, Jason Kidd, non aveva giocato. Verso la fine della partita i tifosi dei Nets iniziarono a intonare, "Grazie Cuban". Visti i risultati ottenuti nella sua prima stagione ai New Jersey, il 29 gennaio 2009 venne convocato per l'All-Star Game di Phoenix. Il 23 febbraio 2009 segna un tiro da metà campo contro i Philadelphia 76ers tirando da 14 metri permettendo ai Nets di vincere 98-96.
In una manovra di riduzione dei costi i Nets cedono lo stesso giorno del Draft 2009 l'altro leader della squadra, Vince Carter, promuovendo di fatto Harris a capitano della squadra. Ma Harris salta gran parte della stagione a causa degli infortuni alla spalla e alla caviglia, tra cui la disastrosa partenza di 0-18 della squadra. Senza il suo gioco la prestazione della squadra fu nettamente inferiore rispetto all'anno precedente. Al fine di ridurre il rischio di infortunio, Harris, su richiesta del suo allenatore Avery Johnson nel corso dell'estate 2010, partecipa a un programma di allenamento con i pesi, riuscendo ad aggiungere sia 15 kg di muscoli, che lavorando sulla difesa con Tim Grover.

### Utah Jazz (2011-2012)
Il 23 febbraio 2011 venne ceduto agli Utah Jazz insieme a Derrick Favors, per 3 milioni di dollari e a due scelte al Draft, in cambio di Deron Williams. Con i Jazz disputò complessivamente 80 partite, tenendo buone medie, soprattutto per quanto riguarda i punti.

### Atlanta Hawks (2012-2013)
L'11 luglio 2012 venne ceduto agli Atlanta Hawks in cambio di Marvin Williams.

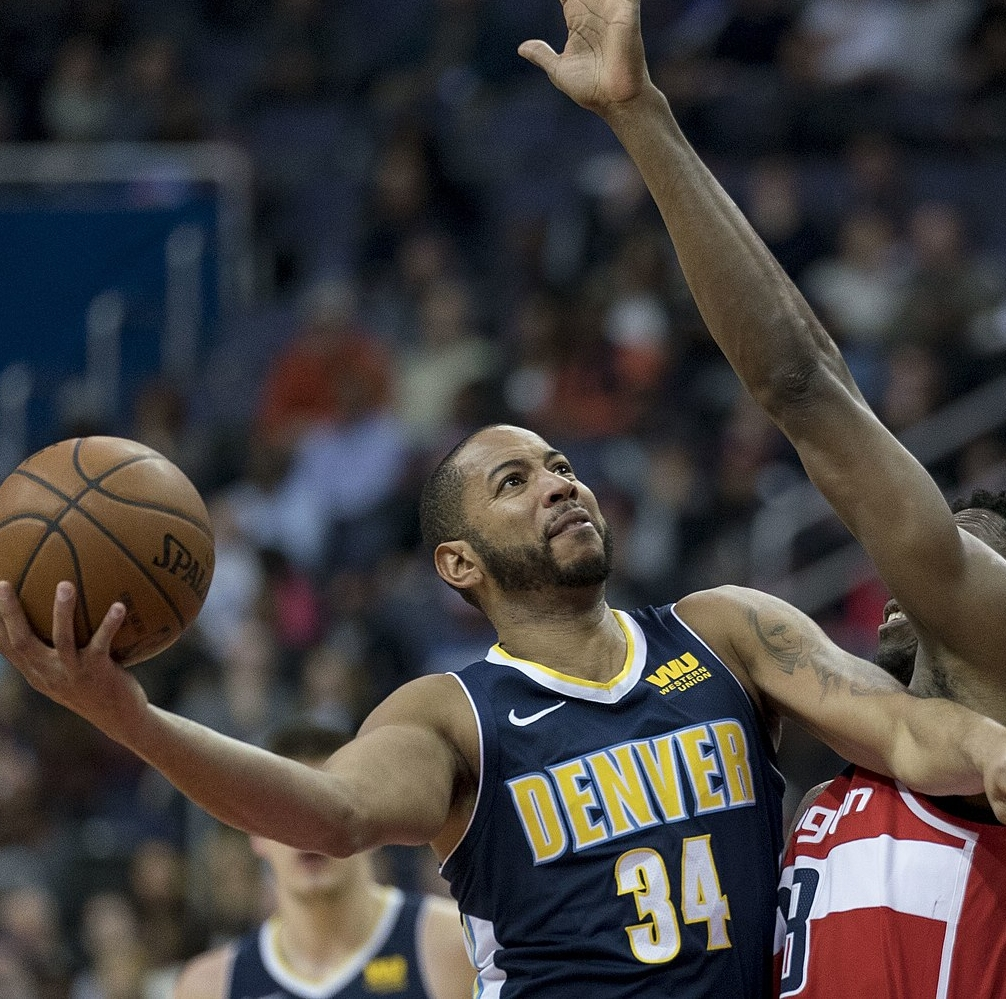
Harris (sinistra) con la canotta dei Denver Nuggets mentre va a canestro

### Ritorno a Dallas (2013-2018)
Nel luglio 2013 firmò con i Dallas Mavericks, facendo così ritorno nella squadra che lo lanciò nella NBA, ma il suo contratto fu in seguito rescisso a causa della nuova operazione a cui dovette sottoporsi per l'infortunio al dito del piede. Il proprietario dei Mavericks, Mark Cuban, dichiarò tuttavia di volersi riunire con Harris, affermando che sarebbe tornato con un contratto modificato. Il 31 luglio 2013 firmò con i Mavs un contratto annuale per i veterani al minimo salariale, di 1,3 milioni di dollari. Il 18 gennaio 2014 fece il suo debutto stagionale con i Mavs, contro i Portland Trail Blazers, realizzando 6 punti e 2 assist, ma la sua squadra subì in quell'occasione una sconfitta per 127-111.

### Parentesi ai Denver Nuggets (2018)
L'8 febbraio 2018 i Dallas Mavericks cedettero (per la seconda volta e sempre via trade in febbraio come nel 2008) Harris ai Denver Nuggets in una trade a 3 squadre in cui furono coinvolti anche i New York Knicks in cui Emmanuel Mudiay andò ai Knicks, mentre Doug McDermott andò a giocare nei Mavericks. A Denver da play di riserva non sfigura disputando 27 partite (tutte da subentrante) tenendo di media 8,2 punti.

### Secondo ritorno a Dallas (2018-2019)
Alla fine della stagione rimane free agent e l'8 agosto 2018 torna di nuovo ai Dallas Mavericks siglando un contratto annuale al minimo da 2,4 milioni complessivi con la franchigia texana.

## Statistiche

### College
| Anno      | Squadra           | PG | PT | MP   | TC%  | 3P%  | TL%  | RP  | AP  | PRP | SP  | PP   |
| --------- | ----------------- | -- | -- | ---- | ---- | ---- | ---- | --- | --- | --- | --- | ---- |
| 2001-2002 | Wisconsin Badgers | 32 | 32 | 34,2 | 41,3 | 36,6 | 77,7 | 3,3 | 1,8 | 1,3 | 0,6 | 12,3 |
| 2002-2003 | Wisconsin Badgers | 32 | 32 | 34,4 | 46,3 | 38,7 | 75,6 | 4,6 | 3,1 | 2,0 | 0,6 | 12,7 |
| 2003-2004 | Wisconsin Badgers | 32 | 32 | 36,3 | 45,9 | 37,3 | 79,2 | 4,3 | 4,4 | 1,8 | 0,1 | 19,5 |
| Carriera  | Carriera          | 96 | 96 | 35,0 | 44,7 | 37,5 | 77,8 | 4,1 | 3,1 | 1,7 | 0,4 | 14,8 |

### NBA

#### Regular Season
| Anno      | Squadra          | PG  | PT  | MP   | TC%  | 3P%  | TL%  | RP  | AP  | PRP | SP  | PP   |
| --------- | ---------------- | --- | --- | ---- | ---- | ---- | ---- | --- | --- | --- | --- | ---- |
| 2004-2005 | Dallas Mavericks | 76  | 19  | 15,4 | 42,9 | 33,6 | 75,7 | 1,3 | 2,2 | 1,0 | 0,3 | 5,7  |
| 2005-2006 | Dallas Mavericks | 56  | 4   | 22,8 | 46,9 | 23,8 | 71,6 | 2,2 | 3,2 | 0,9 | 0,3 | 9,9  |
| 2006-2007 | Dallas Mavericks | 80  | 61  | 26,0 | 49,2 | 28,0 | 82,4 | 2,5 | 3,7 | 1,2 | 0,3 | 10,2 |
| 2007-2008 | Dallas Mavericks | 39  | 39  | 30,4 | 48,3 | 35,7 | 82,1 | 2,3 | 5,3 | 1,4 | 0,1 | 14,4 |
| 2007-2008 | N.J. Nets        | 25  | 22  | 33,5 | 43,8 | 32,0 | 82,9 | 3,3 | 6,5 | 1,4 | 0,3 | 15,4 |
| 2008-2009 | N.J. Nets        | 69  | 69  | 36,1 | 43,8 | 29,1 | 82,0 | 3,3 | 6,9 | 1,7 | 0,2 | 21,3 |
| 2009-2010 | N.J. Nets        | 64  | 61  | 34,7 | 40,3 | 27,6 | 79,8 | 3,2 | 6,6 | 1,2 | 0,3 | 16,9 |
| 2010-2011 | N.J. Nets        | 54  | 54  | 31,9 | 42,5 | 30,0 | 84,0 | 2,4 | 7,6 | 1,1 | 0,1 | 15,0 |
| 2010-2011 | Utah Jazz        | 17  | 16  | 31,2 | 41,3 | 35,7 | 81,1 | 2,4 | 5,4 | 0,8 | 0,1 | 15,8 |
| 2011-2012 | Utah Jazz        | 63  | 63  | 27,6 | 44,5 | 36,2 | 74,6 | 1,8 | 5,0 | 1,0 | 0,2 | 11,3 |
| 2012-2013 | Atlanta Hawks    | 58  | 34  | 24,5 | 43,8 | 33,5 | 72,7 | 2,0 | 3,4 | 1,1 | 0,2 | 9,9  |
| 2013-2014 | Dallas Mavericks | 40  | 0   | 20,5 | 37,8 | 30,7 | 80,0 | 2,1 | 4,5 | 0,7 | 0,1 | 7,9  |
| 2014-2015 | Dallas Mavericks | 76  | 3   | 22,2 | 41,8 | 35,7 | 81,5 | 1,8 | 3,1 | 1,0 | 0,2 | 8,8  |
| 2015-2016 | Dallas Mavericks | 64  | 0   | 20,0 | 44,7 | 32,9 | 72,1 | 2,2 | 1,8 | 0,9 | 0,2 | 7,6  |
| 2016-2017 | Dallas Mavericks | 65  | 0   | 16,7 | 39,9 | 32,8 | 82,9 | 2,0 | 2,1 | 0,7 | 0,1 | 6,7  |
| 2017-2018 | Dallas Mavericks | 44  | 1   | 18,3 | 41,5 | 35,2 | 83,0 | 1,9 | 1,9 | 0,8 | 0,2 | 8,5  |
| 2017-2018 | Denver Nuggets   | 27  | 0   | 19,7 | 40,6 | 34,3 | 84,5 | 1,6 | 2,5 | 0,5 | 0,1 | 8,2  |
| 2018-2019 | Dallas Mavericks | 68  | 2   | 15,8 | 38,0 | 31,0 | 76,1 | 1,6 | 1,8 | 0,5 | 0,2 | 6,3  |
| Carriera  | Carriera         | 985 | 448 | 24,3 | 43,2 | 32,5 | 79,6 | 2,2 | 3,9 | 1,0 | 0,2 | 10,8 |

#### Playoffs
| Anno     | Squadra          | PG | PT | MP   | TC%  | 3P%  | TL%  | RP  | AP  | PRP | SP  | PP   |
| -------- | ---------------- | -- | -- | ---- | ---- | ---- | ---- | --- | --- | --- | --- | ---- |
| 2005     | Dallas Mavericks | 9  | 0  | 8,9  | 43,8 | 33,3 | 66,7 | 1,2 | 1,2 | 0,4 | 0,1 | 2,4  |
| 2006     | Dallas Mavericks | 23 | 15 | 24,3 | 48,0 | 0,0  | 70,3 | 1,7 | 2,2 | 0,8 | 0,1 | 9,4  |
| 2007     | Dallas Mavericks | 6  | 6  | 27,2 | 49,2 | 30,0 | 73,7 | 2,0 | 5,0 | 1,0 | 0,2 | 13,2 |
| 2012     | Utah Jazz        | 4  | 4  | 30,0 | 39,6 | 26,7 | 71,4 | 1,5 | 3,8 | 0,8 | 0,5 | 13,0 |
| 2013     | Atlanta Hawks    | 6  | 6  | 37,5 | 36,5 | 20,0 | 68,0 | 2,8 | 3,7 | 1,7 | 0,2 | 11,3 |
| 2014     | Dallas Mavericks | 7  | 0  | 25,1 | 47,0 | 44,4 | 87,5 | 2,4 | 3,9 | 0,3 | 0,3 | 11,4 |
| 2015     | Dallas Mavericks | 4  | 0  | 18,5 | 34,8 | 0,0  | 88,9 | 2,0 | 1,0 | 0,5 | 0,0 | 6,0  |
| 2016     | Dallas Mavericks | 5  | 0  | 24,2 | 50,0 | 30,8 | 50,0 | 2,8 | 1,6 | 0,6 | 0,0 | 7,8  |
| Carriera | Carriera         | 64 | 31 | 23,7 | 45,0 | 25,7 | 70,8 | 1,9 | 2,6 | 0,8 | 0,2 | 9,1  |

## Vita privata
Nel 2013 convola a nozze con Meghan Allen.
Il 20 ottobre 2017 suo fratello muore in un incidente stradale. Pochi giorni dopo, la stella dei Golden State Warriors (oltre che 2 volte MVP della Regular Season) Stephen Curry espresse la sua solidarietà al nipote di Harris.

## Palmarès
- NCAA AP All-America Second Team (2004)
- NBA All-Star (2009)